# Lipica (gmina Sežana)

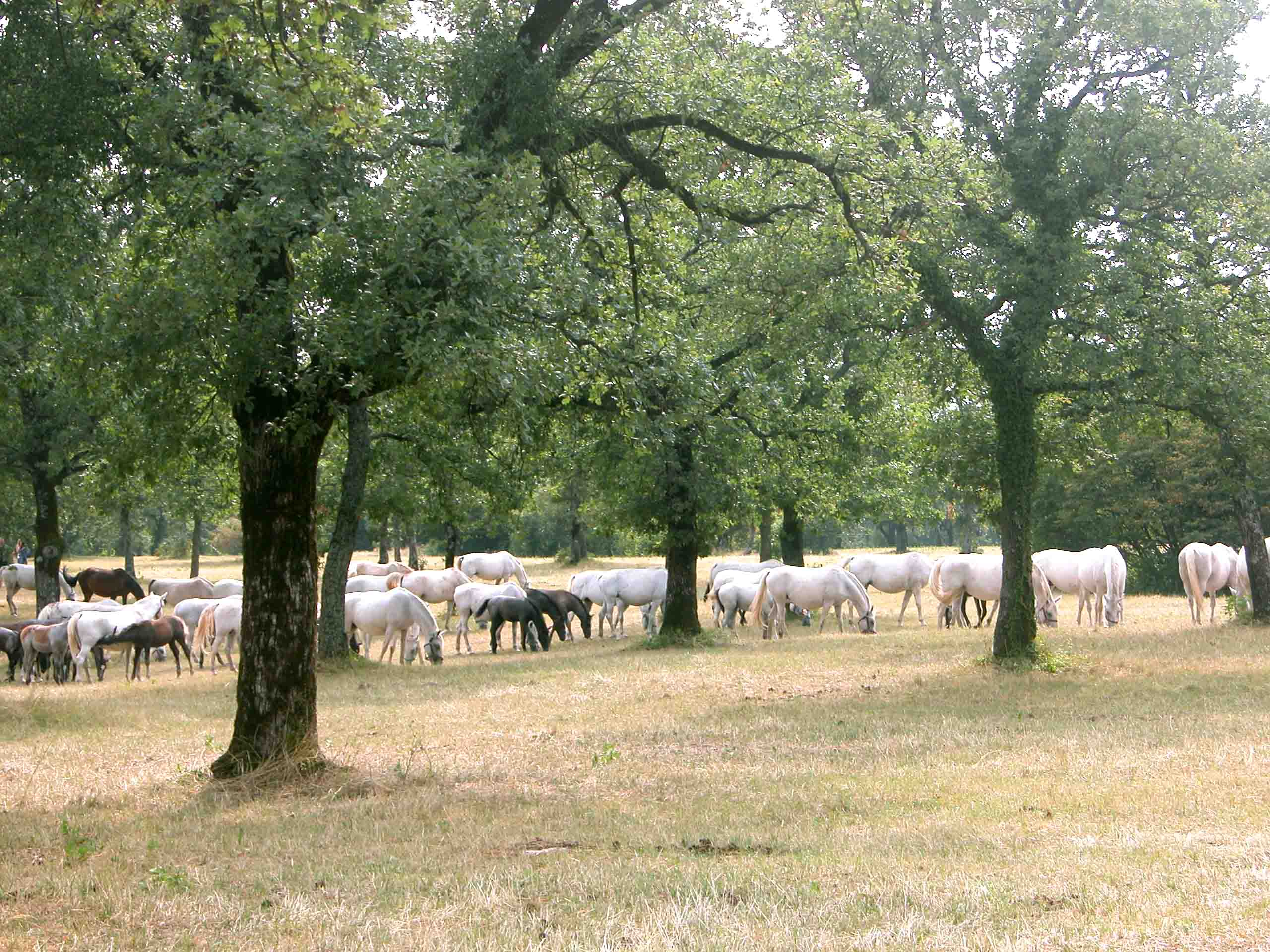

Lipica (wł. Lipizza) – wieś w gminie Sežana, w Słowenii. Znajduje się w niej stadnina "Kobilarna Lipica" znana z hodowli koni lipicańskich. W 2018 roku liczyła 947 mieszkańców.